# Dagmar Čapková
Dagmar Čapková, rozená Votrubová, (13. září 1925 Úborsko – 24. května 2016 Praha) byla česká komenioložka, pedagožka a publicistka.

## Život
Narodila se v Úborsku, kde byl její otec Karel Votruba v letech 1922–1939 řídícím učitelem české menšinové školy. V roce 1944 odmaturovala na gymnáziu v Klatovech, poté studovala na Filozofické fakultě Univerzity Karlovy angličtinu a češtinu. V letech 1949–54 vyučovala na gymnáziích ve Valašských Kloboukách, Holešově, Kroměříži a Hořicích. V letech 1954–1956 působila jako knihovnice Státní pedagogické knihovny, kde založila oddělení, které se specializovalo na studium o životě a díle Jana Amose Komenského. V letech 1956–1992 pracovala jako vědecká pracovnice v oddělení komeniologie a dějin pedagogiky v Výzkumném ústavu pedagogickém Jana Amose Komenského při Československé akademii věd.
V roce 1995 byla jmenována profesorkou Univerzity Karlovy. Má čestný doktorát z Univerzity Komenského v Bratislavě, přednášela rovněž na univerzitách v Anglii a Spojených státech.
Těžištěm její práce je život a dílo Jana Amose Komenského. Přeložila několik Komenského děl, napsala úvody a komentáře k edici Vybrané spisy Komenského a k dílu Obecná porada o nápravě věcí lidských. Její dílo má však přesah i do filosofie, obecných dějin, dějin pedagogiky a metodologie. Jejím manželem byl komeniolog Jan Blahoslav Čapek (1903–1982).
V roce 2007 obdržela Medaili za zásluhy III. stupně za zásluhy o stát v oblasti vědy.